# Philipotabanus chrysothrix
Philipotabanus chrysothrix är en tvåvingeart som först beskrevs av David Fairchild 1943. Philipotabanus chrysothrix ingår i släktet Philipotabanus och familjen bromsar.
Artens utbredningsområde är Panama. Inga underarter finns listade i Catalogue of Life.